# هیستون متیل‌ترانسفراز
هیستون متیل‌ترانسفرازها (انگلیسی: Histone methyltransferases) یا به اختصار «HMT» گروهی از آنزیم‌های تغییردهندهٔ هیستون هستند که کارش انتقال یک، دو یا سه گروه متیل به باقیماندهٔ لیزین و آرژینین در پروتئین هیستون است و این کار در جایگاه‌های خاص لیزینی و آرژنتینی از هیستون H3 و هیستون H4 انجام می‌شود.
دو نوع اصلی از این آنزیم‌ها وجود دارند:
- اختصاصی لیزین: هیستون-لیزین N-متیل‌ترانسفراز
- اختصاصی آرژنین: هیستون-آرژنین N-متیل‌ترانسفراز

در هر دو مورد فوق، کوفاکتور S-آدنوزیل متیونین (SAM) به عنوان دهندهٔ گروه متیل عمل می‌کند.
این آنزیم‌ها نقش مهمی در ساماندهی اِپی‌زنیک بیان ژن ایفا می‌کنند.